# Pedicularis striata
Pedicularis striata là loài thực vật có hoa thuộc họ Cỏ chổi. Loài này được Pall. mô tả khoa học đầu tiên năm 1776.